# قلعه‌نو شاملو
قلعه‌نو شاملو روستایی در دهستان مالین بخش مرکزی شهرستان باخرز استان خراسان رضوی ایران است.

## جمعیت
بر پایه سرشماری عمومی نفوس و مسکن در سال ۱۳۹۵ جمعیت این مکان ۱٬۲۳۶ نفر (۳۳۹خانوار) بوده‌است.